# Фусени Дијабате
Фусени Дијабате (фр. Fousseni Diabaté; 18. октобар 1995) је малијски фудбалер.

## Каријера

### Клуб
Дијабате је рођен у Обервилијеу. Био је у омладинској академији Рена седам година, а након тога се придружио млађим категоријама Ремса. Играо је за резерве Генгана, да би 20. јуна 2017. прешао у Газелек Ажаксјо. Дебитовао је за Газелек у утакмици Лиге 2 против Валенсијена 28. јула 2017. године, остваривши једну асистенцију.
Дана 13. јануара 2018, Дијабате је прешао у енглески клуб Лестер Сити. Две недеље касније, дебитовао је за Лестер Сити у мечу четвртог кола ФА купа против Питерборо јунајтеда и постигао два гола у победи од 5-1.
Придружио се турском Сиваспору као позајмљени играч у јануару 2019. године. Дана 25. септембра 2020, Дијабате је прешао у Трабзонспор.
Дана 7. јула 2022. године, потписао је трогодишњи уговор са београдским Партизаном и задужио дрес са бројем 18.

### Репрезентација
Дијабате је одиграо једну утакмицу за младу репрезентацију Малија на Светском првенству до 20 година 2015. у поразу резултатом 2-0 од Србије, као и пет утакмица на афричком првенству до 20 година. Такође се појавио на турниру у Тулону 2016. године игравши за репрезентацију Малија до 23 године.